# 形態音韻論
形態音韻論（けいたいおんいんろん、英語: morphophonology）または形態音素論（けいたいおんそろん、英語: morphophonemics）は、言語学の一分野で、形態変化に伴う音韻の交替を扱う。形態論と音韻論の境界的な分野である。

## 概要
形態音韻論が使われる典型的な場合に、英語の規則的な名詞複数形や動詞過去形がある。名詞複数形は単数形の語末が歯擦音ないし破擦音ならば /ɪz/、それ以外の無声音ならば /s/、有声音（有声子音および母音）ならば /z/ を加えることによって作られるが、これを音韻論によって扱うことはできない。なぜならば複数語尾と無関係な場合には母音のうしろに /s/ が続くことは珍しくないためである（house /haʊs/ など）。このように（音韻的でなく）形態的な条件のもとで規則的に異なった音が現れる場合、形態音韻論では同じ形態音素の列（英語の複数形の場合は、たとえば {z} とする）が先行する音によって複数の異形態 (allomorph) として現れると考える。
別の例として、ドイツ語では語末の有声破裂音は無声化するため、Lied /liːt/（歌）の語末子音は Gebiet /ɡəbiːt/（地域）の最後の音と同じになり、音韻論的には /t/ としか解釈できない。しかし複数形では Lieder /liːdər/ と有声音があらわれる。この場合も Lied は形態音素表記で {liːd} と表され、d が語末という条件で無声化されると考える。
音声表記が [……]、音素表記が /……/ で囲むことにより示されるのに対し、形態音素は波括弧 {……} で囲むことによって表記する（縦棒 |……| で囲む流儀も存在する）。
形態音韻論が対象とする代表的な現象には、ほかに以下のようなものがある。
- フランス語のリエゾン
- 母音調和
- 連音現象一般（日本語の連濁など）

## 形態音韻論と正書法
多くの言語の正書法は音韻論的でなく、形態音韻論のレベルにとどまることが多い。たとえば英語の過去形の -ed や、アラビア語の定冠詞の ال (al) などが実際にどう発音するかにかかわらず同じように表記されるのは、形態音韻論的な表記と言える。
日本語の現代仮名遣いはあまり形態音韻論的ではないが、四つ仮名の使いわけ（「ものずき」と「もちづき」、「しかじか」と「ちかぢか」）は、連濁を起こす前の形を残している点で形態音韻論的表記である。
朝鮮語のハングルは発明された当初は発音どおり（音素的）に表記することを原則としていたが、現代の正書法は形態音韻論的である。

## 歴史
形態音韻論が対象とする個々の形態変化については古くから知られていたが、理論化されたのはカザン学派のクルトネとクルシェフスキにはじまる。クルトネに学んだプラハ学派のヘンリク・ウワシン（ポーランド語版）がはじめて「形態音素（モルフォネーマ）」という語を使い、ついでニコライ・トルベツコイが1929年以降の論文で形態音素を取りあげた。しかしトルベツコイの没後は形態音韻論という分野が形態論と別に必要かどうかは疑問とされた。
アメリカ合衆国でも形態音韻論的な考え方の萌芽はあったが、レナード・ブルームフィールド以前にはヨーロッパのものに匹敵する理論は生まれなかった。ブルームフィールドは『言語科学の公準の集合』(1926) や『言語』(1933) において交替を理論化し、『メノミニ語の形態音素論』(1939)では「形態音素論」の語を用いた。
ブルームフィールドに対する批判からアメリカ式の形態音韻論が発達した。チャールズ・ホケットやバーナード・ブロックは音韻論から文法を排除し、形態素の音韻的側面を扱う学問として形態音韻論を再定義した。ひとつの音素が複数の異音を持つように、ひとつの形態素は複数の異形態を持つものとされた。

## 生成文法と形態音韻論
生成文法で形態音韻論は大きく変化した。ノーム・チョムスキーの初期のモデルにおいて、形態音韻規則は形態素の記号列を音素列に書きかえるための規則とされた。しかしモリス・ハレは文法を排除した音素（自律的音素）の観念を不要とし、チョムスキーの形態音韻規則を単に音韻規則と呼んだ。
チョムスキーとハレによる1968年の『英語の音型』(The Sound Pattern of English) は生成音韻論の代表的な著書だが、ここでも形態音韻論と音韻論の区別はなされず、音韻規則が抽象的な音韻的表現を具体的な音声的表現に変換すると考えられている。
『英語の音型』の音韻規則は非常に強力であり、通常は通時論的な変化と考えられている大母音推移なども音韻規則に含められている。また、英語の伝統的な正書法は語彙を理想に近く表現しているとも主張した。たとえば英語の resign, paradigm の黙字の g は音韻的表現のレベルでは存在し、resignation や paradigmatic ではそれが音声的にも出現すると考えた。このような音韻的表現の存在には疑問が提出されており、たとえばチョムスキー夫人であるキャロル・チョムスキーの論文によれば、7年生（日本でいう中学1年生）の生徒には sign と signature に語源的な関係があることが理解できなかったという。ジェフリー・サンプソンによると、英語の不規則な綴りの形態音韻論的な説明は却下され、英語の綴りが表語的な性格を持つということによって説明される。